# Víctor Martínez
Víctor Jesús Martínez (nascido em 23 de dezembro de 1978), também conhecido pelo apelido de "V-Mart", é um ex-jogador profissional de beisebol da Venezuela, que atuaou como rebatedor designado e primeira base na Major League Baseball (MLB). Martínez jogou pelo Boston Red Sox, Cleveland Indians e Detroit Tigers. Antes de sua estreia com os Tigers, jogava frequentemente como catcher.
Martínez foi convocado cinco vezes para o All-Star Game. Venceu o Silver Slugger Award duas vezes além do Edgar Martínez Award.